# Association Sportive de Saint-Étienne 1987-1988
Questa voce raccoglie le informazioni riguardanti l'Associaton Sportive de Saint-Étienne nelle competizioni ufficiali della stagione 1987-1988.

## Stagione
All'inizio della stagione venne richiamato alla guida tecnica l'artefice dei successi degli anni settanta Robert Herbin, che creò un tandem d'attacco basato su Philippe Tibeuf e il rientrante Patrice Garande. Vennero inoltre acquistati John Sivebæk e Mustafa El Haddaoui, rispettivamente titolari della nazionale danese e marocchina. 
I Verts vennero eliminati al primo turno di Coppa di Francia, mentre in campionato rimasero nelle prime posizioni di classifica nonostante il numero elevato di sconfitte, perdendo alla penultima giornata la possibilità di qualificarsi in Coppa UEFA e terminando al quarto posto.

## Maglie e sponsor
Lo sponsor tecnico per la stagione 1987-1988 è Puma mentre lo sponsor ufficiale è Casino, presente sia sulla maglia sia sui calzoncini.
| Manica sinistra · Maglietta · Manica destra · Pantaloncini · Calzettoni |

## Organigramma societario
Area direttiva
- Presidente: André Laurent

Area tecnica
- Direttore sportivo: Pierre Garonnaire
- Allenatore: Robert Herbin

## Rosa
| N. |                      | Ruolo | Calciatore             |
| -- | -------------------- | ----- | ---------------------- |
|    | Francia (bandiera)   | P     | Jean Castaneda         |
|    | Francia (bandiera)   | D     | Éric Clavelloux        |
|    | Francia (bandiera)   | D     | Christian Dafreville   |
|    | Francia (bandiera)   | D     | Lionel David           |
|    | Francia (bandiera)   | D     | Christophe Deguerville |
|    | Bulgaria (bandiera)  | D     | Georgi Dimitrov        |
|    | Francia (bandiera)   | D     | Patrice Ferri          |
|    | Francia (bandiera)   | D     | Thierry Gros           |
|    | Francia (bandiera)   | D     | Christophe Pignol      |
|    | Danimarca (bandiera) | D     | John Sivebæk           |
|    | Francia (bandiera)   | D     | Jean-Philippe Primard  |
|    | Francia (bandiera)   | C     | Guy Clavelloux         |
|    | Francia (bandiera)   | C     | Thierry Courault       |
|    | Marocco (bandiera)   | C     | Mustafa El Haddaoui    |

| N. |                    | Ruolo | Calciatore              |
| -- | ------------------ | ----- | ----------------------- |
|    | Francia (bandiera) | C     | Pacal Françoise         |
|    | Francia (bandiera) | C     | Patrice Garande         |
|    | Francia (bandiera) | C     | Pierre Haon             |
|    | Francia (bandiera) | C     | Nicolas Mermet-Maréchal |
|    | Francia (bandiera) | C     | Victor Pedreiro         |
|    | Francia (bandiera) | C     | Gilles Peycelon         |
|    | Francia (bandiera) | C     | Jean-Luc Ribar          |
|    | Francia (bandiera) | C     | Thierry Roumazeilles    |
|    | Francia (bandiera) | A     | Vincent Chicharo        |
|    | Francia (bandiera) | A     | Jean-Piere François     |
|    | Francia (bandiera) | A     | Robert Jacques          |
|    | Francia (bandiera) | A     | Hervé Musquere          |
|    | Francia (bandiera) | A     | Philippe Tibeuf         |

## Statistiche

### Andamento in campionato
| Giornata  | 1  | 2  | 3  | 4  | 5 | 6  | 7 | 8  | 9 | 10 | 11 | 12 | 13 | 14 | 15 | 16 | 17 | 18 | 19 | 20 | 21 | 22 | 23 | 24 | 25 | 26 | 27 | 28 | 29 | 30 | 31 | 32 | 33 | 34 | 35 | 36 | 37 | 38 |
| --------- | -- | -- | -- | -- | - | -- | - | -- | - | -- | -- | -- | -- | -- | -- | -- | -- | -- | -- | -- | -- | -- | -- | -- | -- | -- | -- | -- | -- | -- | -- | -- | -- | -- | -- | -- | -- | -- |
| Luogo     | T  | T  | C  | T  | C | C  | C | T  | C | T  | C  | T  | C  | T  | C  | T  | T  | T  | C  | C  | T  | C  | T  | C  | T  | C  | T  | C  | T  | C  | T  | C  | T  | C  | T  | C  | T  | C  |
| Risultato | P  | P  | N  | V  | V | P  | V | P  | V | N  | V  | P  | V  | P  | V  | P  | P  | V  | V  | P  | V  | V  | P  | V  | V  | P  | P  | V  | V  | P  | P  | V  | P  | N  | N  | V  | P  | V  |
| Posizione | 20 | 20 | 18 | 14 | 6 | 12 | 7 | 14 | 7 | 9  | 3  | 8  | 6  | 8  | 6  | 10 | 10 | 7  | 5  | 6  | 4  | 4  | 5  | 4  | 4  | 4  | 6  | 4  | 4  | 5  | 7  | 6  | 7  | 6  | 6  | 4  | 4  | 4  |

Fonte:  France » Ligue 1 1987/1988 » Schedule, su worldfootball.net.
Legenda:

Luogo: C = Casa; T = Trasferta. Risultato: V = Vittoria; N = Pareggio; P = Sconfitta.